# Governatorato di Vladimir
Il governatorato di Vladimir (in russo Владимирская губерния?) era una gubernija dell'Impero russo. Il capoluogo era Vladimir.